# Jesús Vidorreta Gómez
Jesús Vidorreta Gómez   (Bilbao, 20 de juny de 1966), més conegut com a Txus Vidorreta, és un entrenador de bàsquet basc. Actualment entrena a l'Iberostar Tenerife. El 2015 va formar part del cos tècnic de la selecció de bàsquet d'Espanya.
Amb 469 partits dirigits a la Lliga ACB, a data de gener de 2019, es trobava en el lloc número 12 d'entrenadors amb més partits.

## Trajectòria esportiva[calcitació]
- 91-92 Caixa Bilbao (Juvenil)
- 92-93 Caixa Bilbao (1ª Div) Entr. ajudant
- 93-94 Caixa Bilbao (1ª Div.) Campió de Lliga i Ascens
- 94-95 Maristes (Cadet)
- 95-96 Askartza Saskibaloi Taldea (3ªDiv)
- 96-97 Bil. Patronat (LEB)
- 97-98 Askartza Saskibaloi Taldea (2a Div.) 5è Classificat a la Lliga
- 98-01 La Palma (EBA i LEB 2)
- 98-01 UB La Palma (EBA i LEB 2) Campió de Lliga (98-99)
- 2001-2004 Bilbao Basket (LEB2 i LEB) Campió de Lliga i ascens. Campió de Copa, Entrenador de l'any de la LEB 2, Campió de Lliga i Ascens, Entrenador de l'any a la Lliga LEB (2003-2004)
- 2004-2010 Bilbao Basket (ACB).
- 2010-2012 Club Bàsquet Lucentum Alacant (ACB).
- 2012-2015 Club Bàsquet Estudiants (ACB).
- 2015-2017 Club Bàsquet Canàries
- 2017-2018 València Basket (ACB).
- 2018- Iberostar Tenerife3 (ACB).[2]